# Zonaradikos
Der Zonaradikos (Ζωναράδικος) ist ein Tanz aus Thrakien, der wie fast alle griechischen Tänze im offenen Kreis getanzt wird und aus zwölf Zeiten (im Grundtanz 8 Schritten) besteht. 
Die gleiche Schrittkombination wird auch im südöstlichen Bulgarien getanzt und heißt dort Pravo Trakijsko Horo.
Es handelt sich um einen gemischten Tanz, der oft bei Männern beliebt ist. Der Zonaradikos ist einer der wichtigsten Tänze der nördlichen Region Evros und hat sich als Mittel zur Identifikation der verschiedenen ethnisch-kulturellen Gruppen (Einheimische und Flüchtlinge aus dem bulgarischen und türkischen Thrakien, Kappadozier und Pontosgriechen) erwiesen hat. Die meisten von ihnen zogen nach dem Vertrag von Lausanne im Jahr 1923 ins Gebiet.